# پشت مورت
پشت مورت، روستایی از توابع بخش پاپی شهرستان خرم‌آباد در استان لرستان ایران است.

## جمعیت
این روستا در دهستان تنگ هفت قرار دارد و براساس سرشماری مرکز آمار ایران در سال ۱۳۸۵، جمعیت آن زیر سه خانوار بوده‌است.